# Veľký Manín

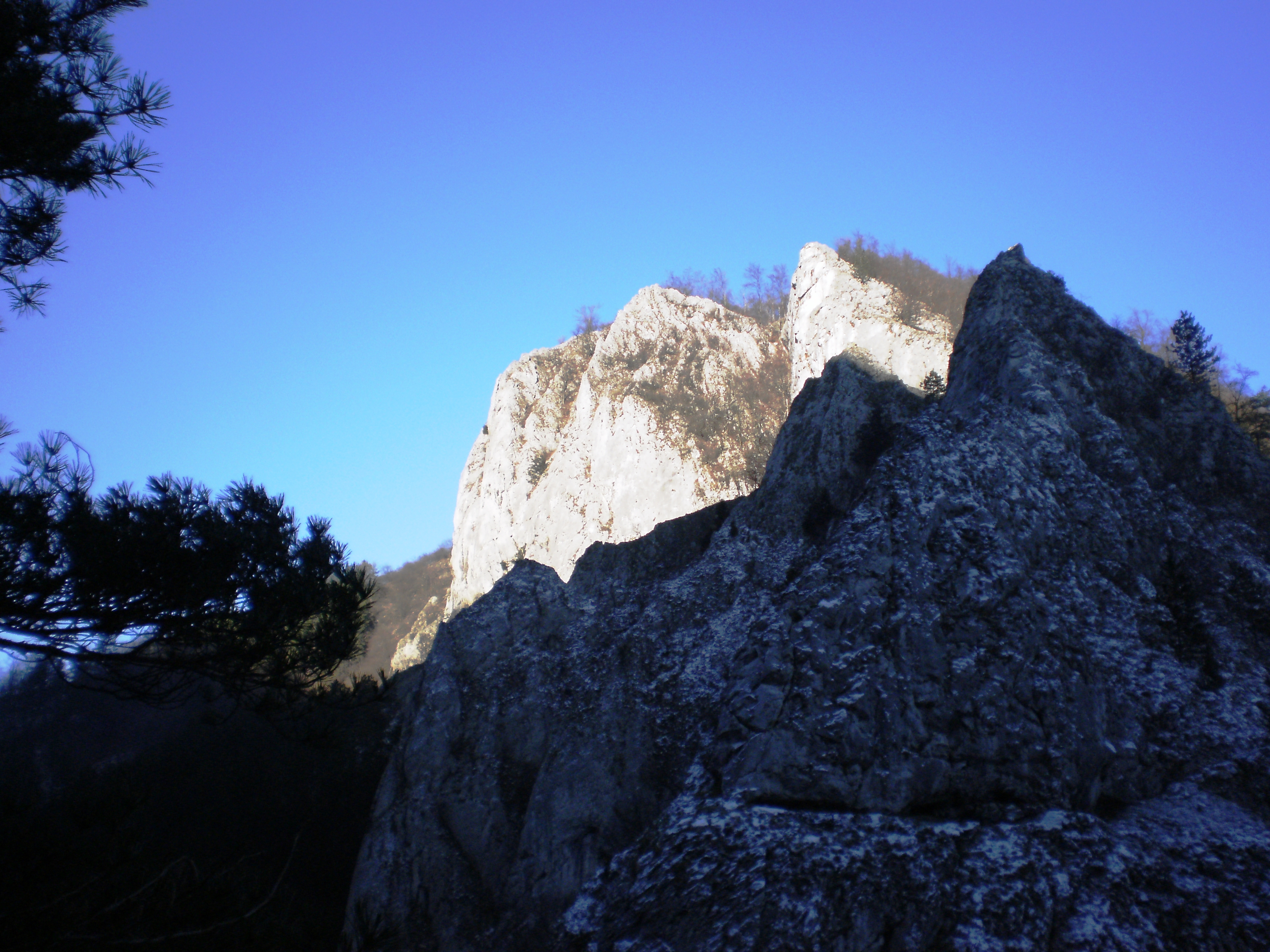
Skały Veľkiego Manína

Veľký Manín (891 m n.p.m.) – charakterystyczny szczyt w Sulowskich Wierchach w Górach Strażowskich na Słowacji.
Wraz z Malym Manínem (812 m), od którego oddziela go na północy Wąwóz Maniński, tworzy wyraźnie wyodrębniającą się grupę górską nazwie Manínska vrchovina, wysuniętą od głównego ciągu Sulowskich Wierchów blisko 4 km na zachód, w kierunku doliny Wagu. Z punktu widzenia geologii wraz z Małym Maninem zaliczany jest do łańcucha Pienińskiego Pasa Skałkowego.
Veľký Manín ma formę wielkiego, wysokiego bochna, mocno wydłużonego w kierunku północ-południe, o długości ok. 2,5 km i szerokości ok. 1,2 km. Jego stoki wschodnie budują wapniste zlepieńce, piaskowce i iłowce z okresu od górnej jury (tyton) do dolnej kredy (apt), natomiast stoki zachodnie – nieco starsze wapienie, zlepieńce, piaskowce i radiolaryty jurajskie z okresu od hettangu do tytonu. Skały te na stokach wschodnich i północnych masywu wychodzą na powierzchnię w postaci licznych progów, ścian i baszt skalnych. Podnóża masywu od strony zachodniej budują utwory fliszowe pasma skałkowego (piaskowce, iłowce, margle, zlepieńce), natomiast od strony wschodniej – podobne utwory, zaliczane już jednak do fliszu Karpat Centralnych.
W masywie występują nieliczne formy powierzchniowej rzeźby krasowej. Obok drobnych wystąpień lapiazu w urgońskich wapieniach należy wspomnieć kilka lejów krasowych: cztery takie misowite zagłębienia zidentyfikowano na Manincu (603 m n.p.m.) w południowej części masywu, w pobliżu znakowanego szlaku turystycznego, trzy kolejne – pod szczytem Wielkiego Manína.
Najbardziej interesującymi formami krasowymi są jaskinie. Największą z nich (i największą w całej Manínskiej vrchovinie) jest Vápencová jaskyňa o długości korytarzy wynoszącej 140 m. Charakteryzuje się ona znacznym rozczłonkowaniem w postaci szczelinowych korytarzy o różnych formach. Wyróżnia się bogatą szatą naciekową, w tym miękkimi sintrami, które miejscowa ludność w przeszłości stosowała jako lek. W bocznym (wschodnim) ramieniu Wielkiego Manína na wysokości 784 m n. p. m. znajduje się Partizánska jaskyňa (inna nazwa: Hrubá diera), jedyna udostępniona do samodzielnego zwiedzania, dostępna dla publiczności z żółto znakowanego szlaku turystycznego. W tzw. Centrálnom (Lavínovom) žľabie w północnej części masywu, nad samym Wąwozem Manińskim, znajduje się Jaskyňa pod Černokňažníkom.
Wierzchowina zalesiona, jedynie w jej środkowej części, w nieznacznym obniżeniu między dwoma „wierzchołkami” góry, niewielka łączka. Dominują lasy bukowe. Na skałach bogata roślinność wapieniolubna.
Cały masyw znajduje się w granicach Obszaru Chronionego Krajobrazu Gór Strażowskich. Północną część masywu, opadającą do Wąwozu Manińskiego, obejmuje rezerwat przyrody Manínska tiesňava.
Przez grzbiet Veľkiego Manína (ale nie przez sam szczyt) biegnie żółty  szlak turystyczny z Powaskiej Bystrzycy do dolnego wylotu Wąwozu Manińskiego. Na wierzchołek biegnie jego odgałęzienie. Szczyt oferuje jedynie fragmentaryczne widoki na otoczenie.